# Rosenwiller
Rosenwiller (deutsch Rosenweiler) ist eine französische Gemeinde mit 647 Einwohnern (Stand 1. Januar 2021) im Kanton Molsheim im Département Bas-Rhin in der Region Grand Est (bis 2015 Elsass). Die benachbarten Gemeinden sind Dorlisheim, Gresswiller, Mollkirch, Mutzig und Rosheim.

## Geschichte
Rosenweiler war der Abtei von Hohenbourg unterstellt. 1252 ging der Ort an die Herrschaft von Straßburg über. Zu leiden hatte die Bevölkerung, als im 15. und im 16. Jahrhundert die Pest und Kriege grassierten. Darunter war auch der Dreißigjährige Krieg, der Rosenweiler im Jahr 1632 in Mitleidenschaft zog. 1771 wurde die Ortschaft eine selbständige Gemeinde.
| Jahr      | 1881 | 1962 | 1968 | 1975 | 1982 | 1990 | 1999 | 2007 | 2017 |
| Einwohner | 746  | 466  | 493  | 484  | 529  | 533  | 616  | 680  | 686  |

## Sehenswürdigkeiten
Die katholische Kirche Mariä Himmelfahrt, deren älteste Teile aus dem 13. Jahrhundert stammen, steht als Monument historique unter Denkmalschutz. Besonderes Interesse verdienen der Hochaltar im gotischen Chor, die Seitenaltäre, Fresken aus dem 14./15. Jahrhundert sowie verschiedene Heiligenfiguren. Im hinteren Teil befinden sich zwei mittelalterliche Glasfenster aus dem 14. Jahrhundert. In der Kirche wurde 1998 eine neue Orgel des Orgelbauers Marc Garnier mit 2 Manualen/Pedal und 19 Registern eingebaut.

Notre-Dame-de-l’Assomption
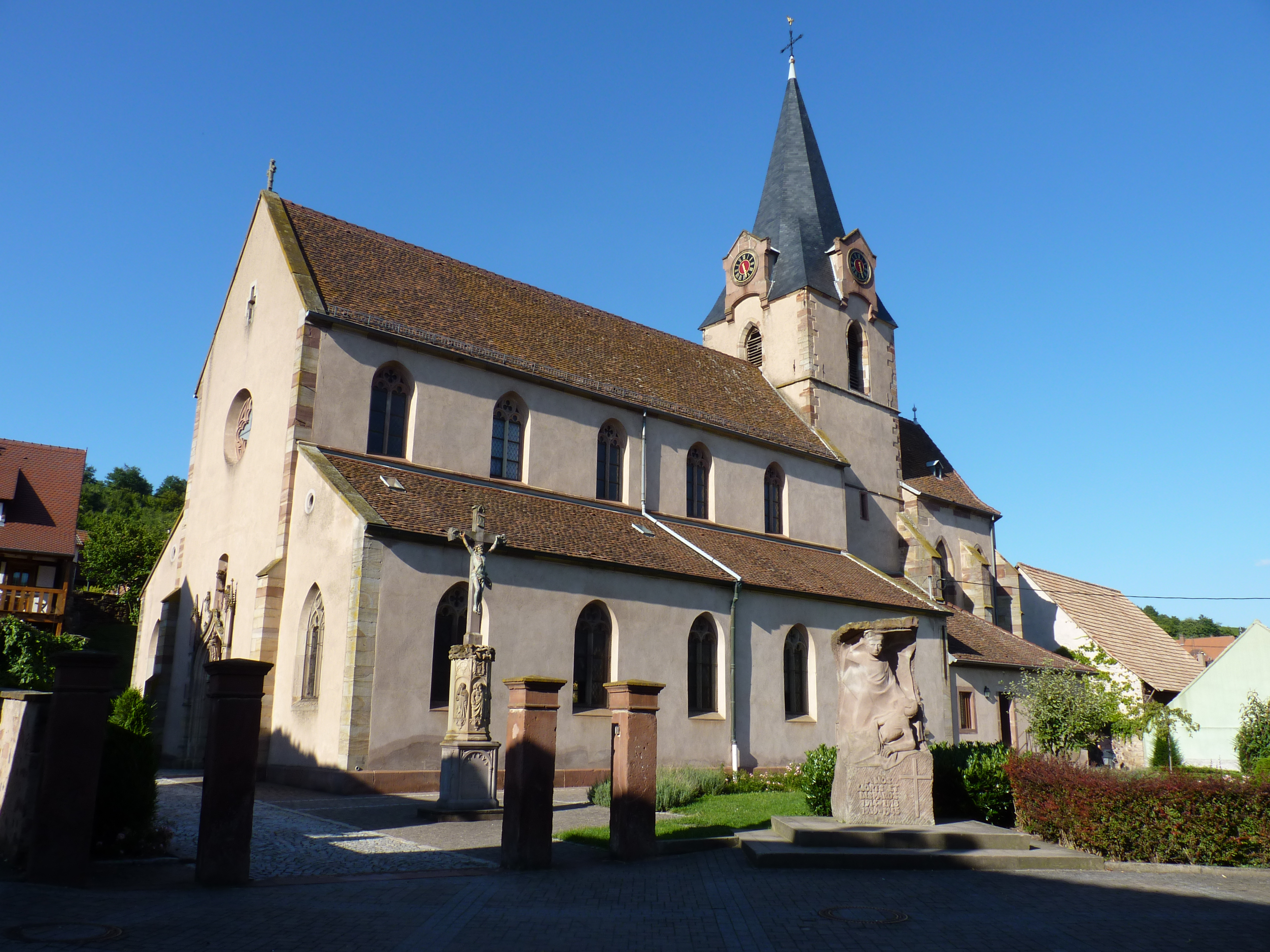
Außenansicht
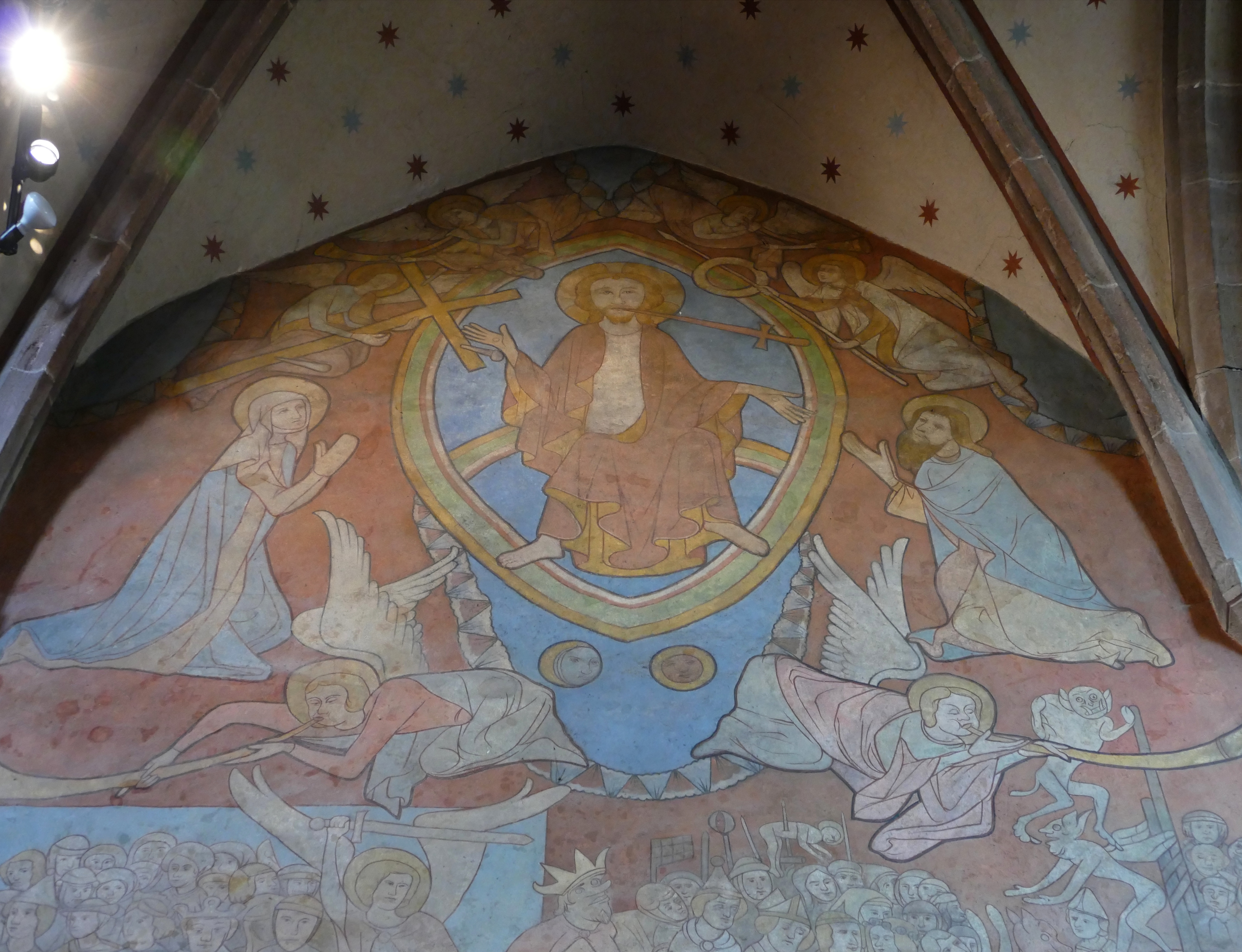
Fresko Jüngstes Gericht
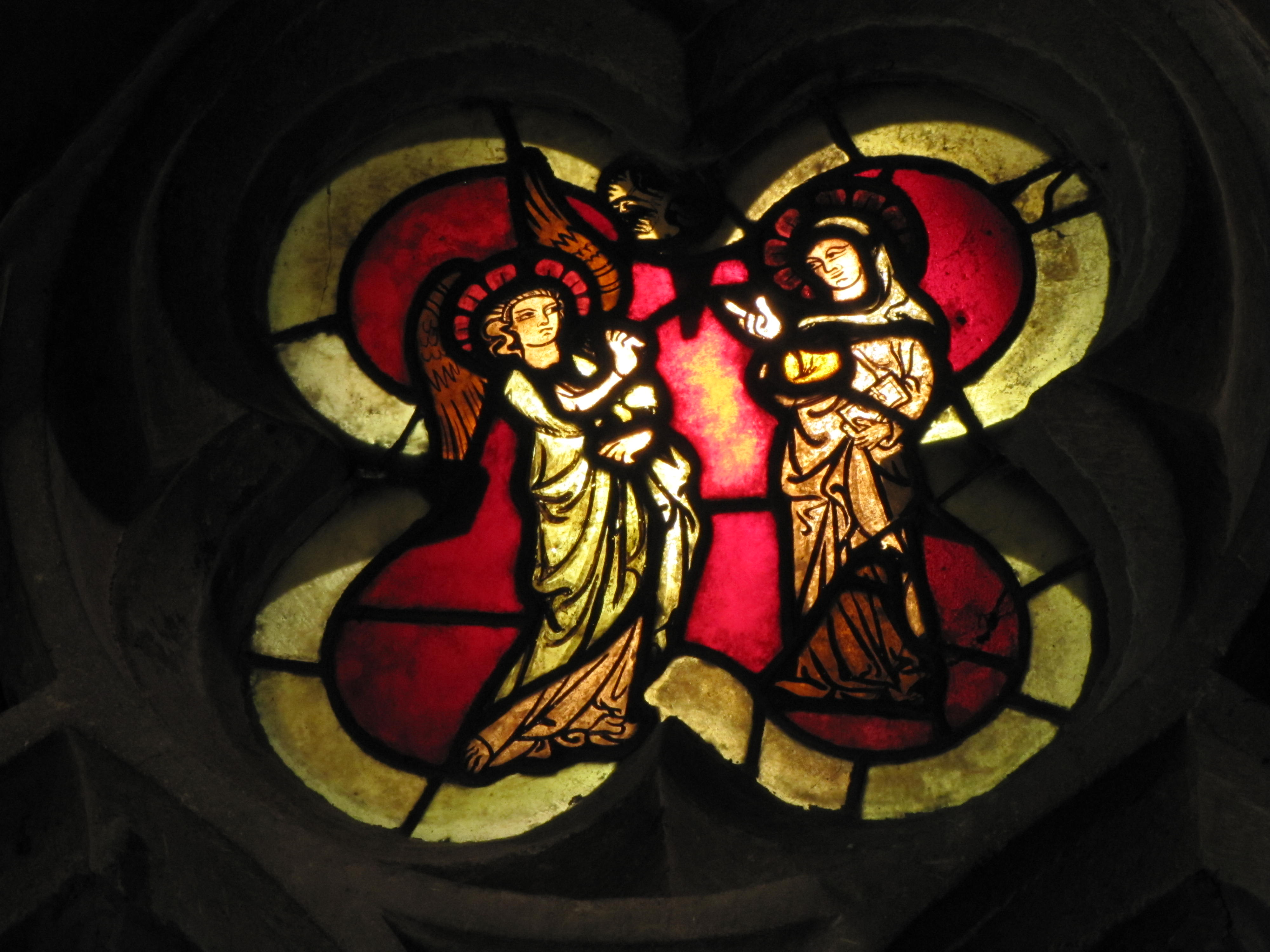
Glasfenster Verkündigung
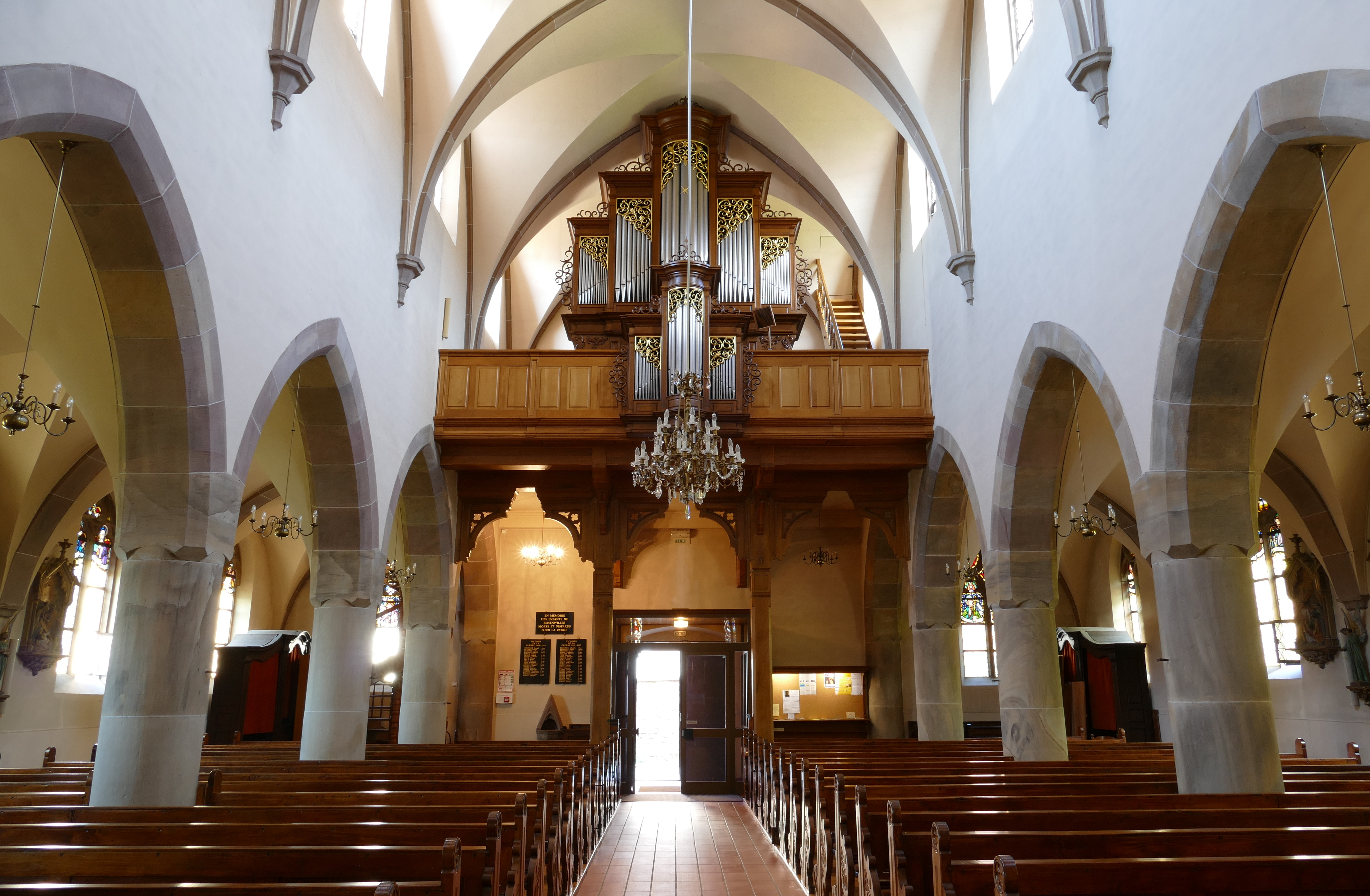
Blick zur Orgel

Der Jüdische Friedhof wurde im Jahr 1349 angelegt. Er gilt als eine der größten und besterhaltenen Anlagen dieser Art im Elsass und ist ebenfalls als Monument historique geschützt.

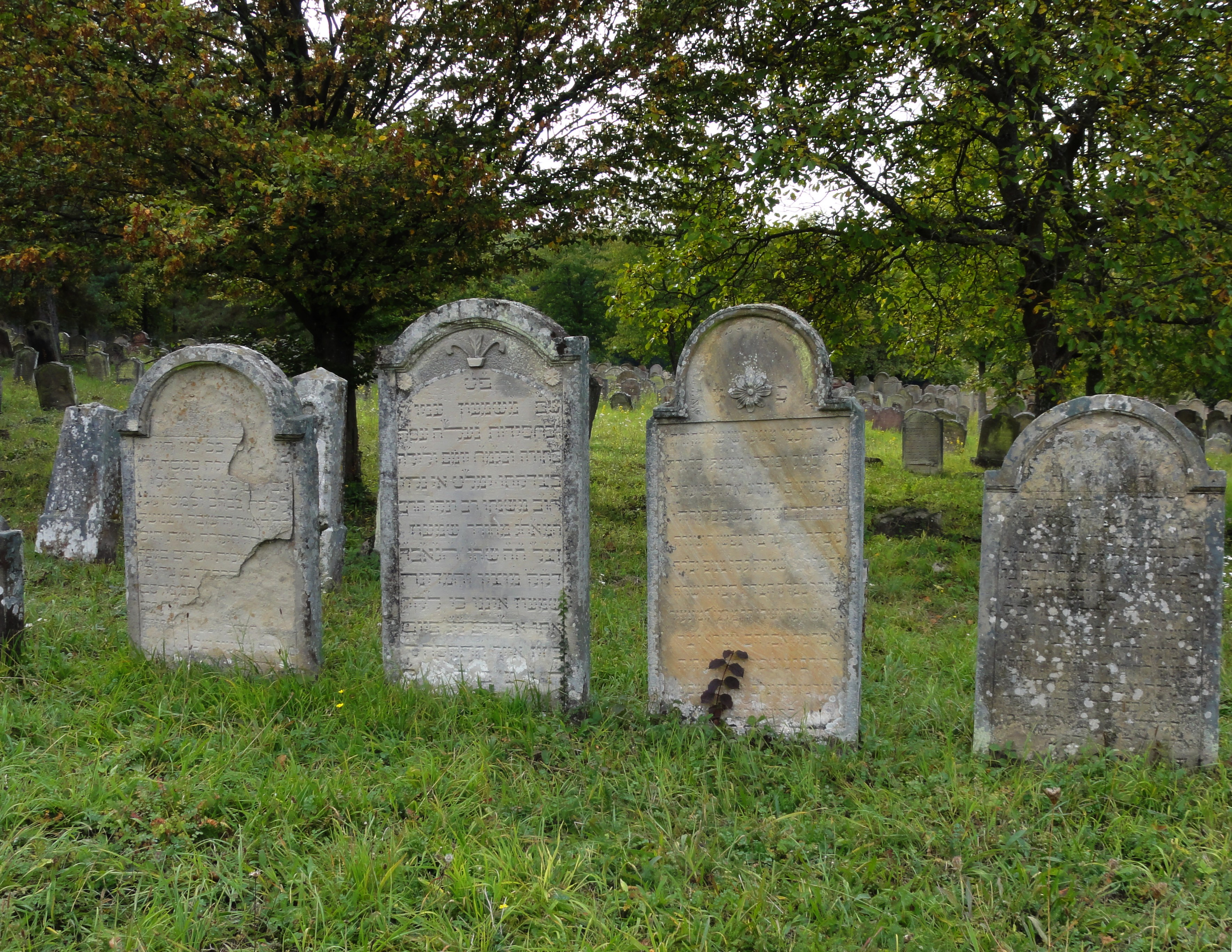
Auf dem Jüdischen Friedhof
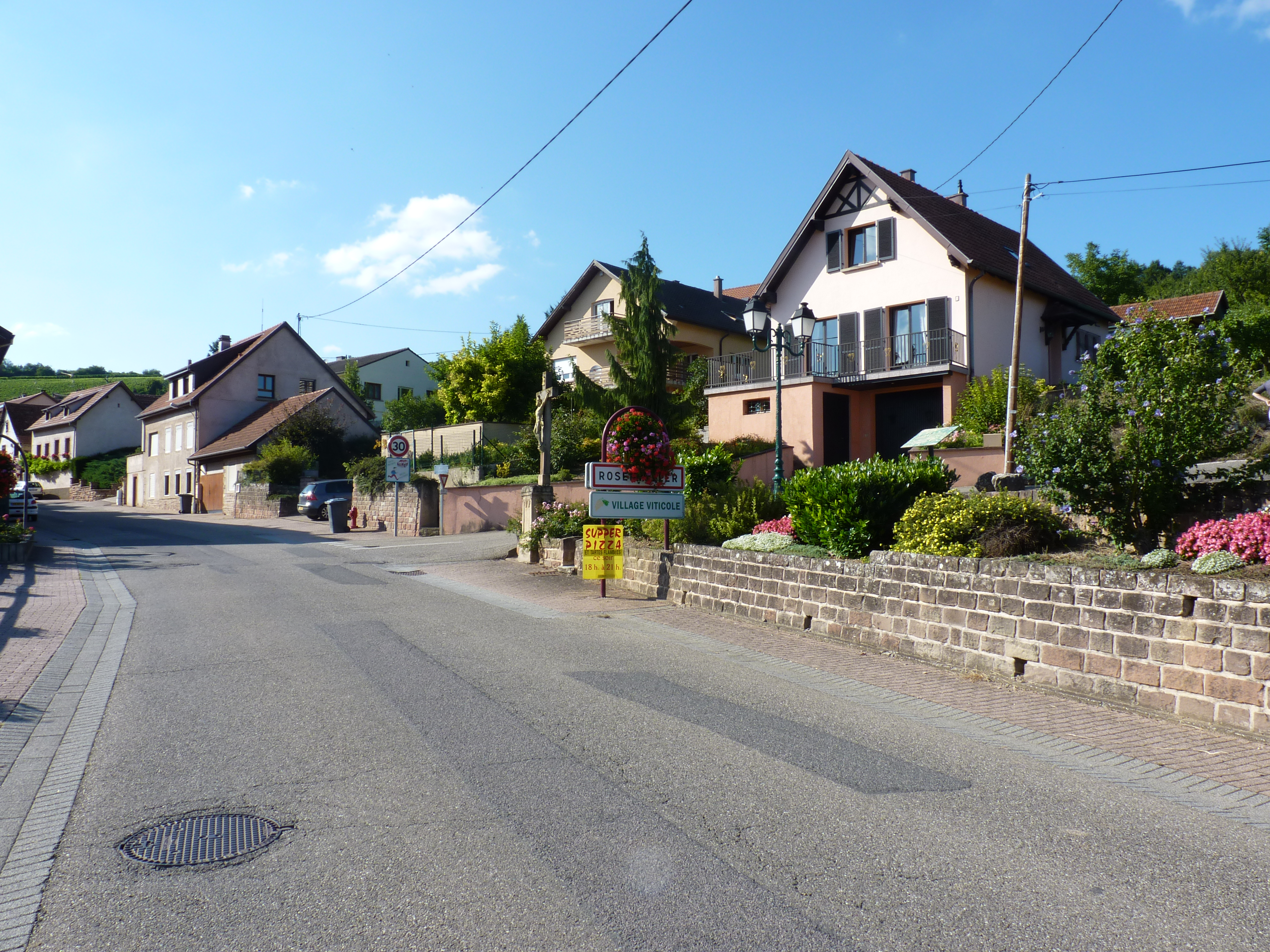
Ortseingang
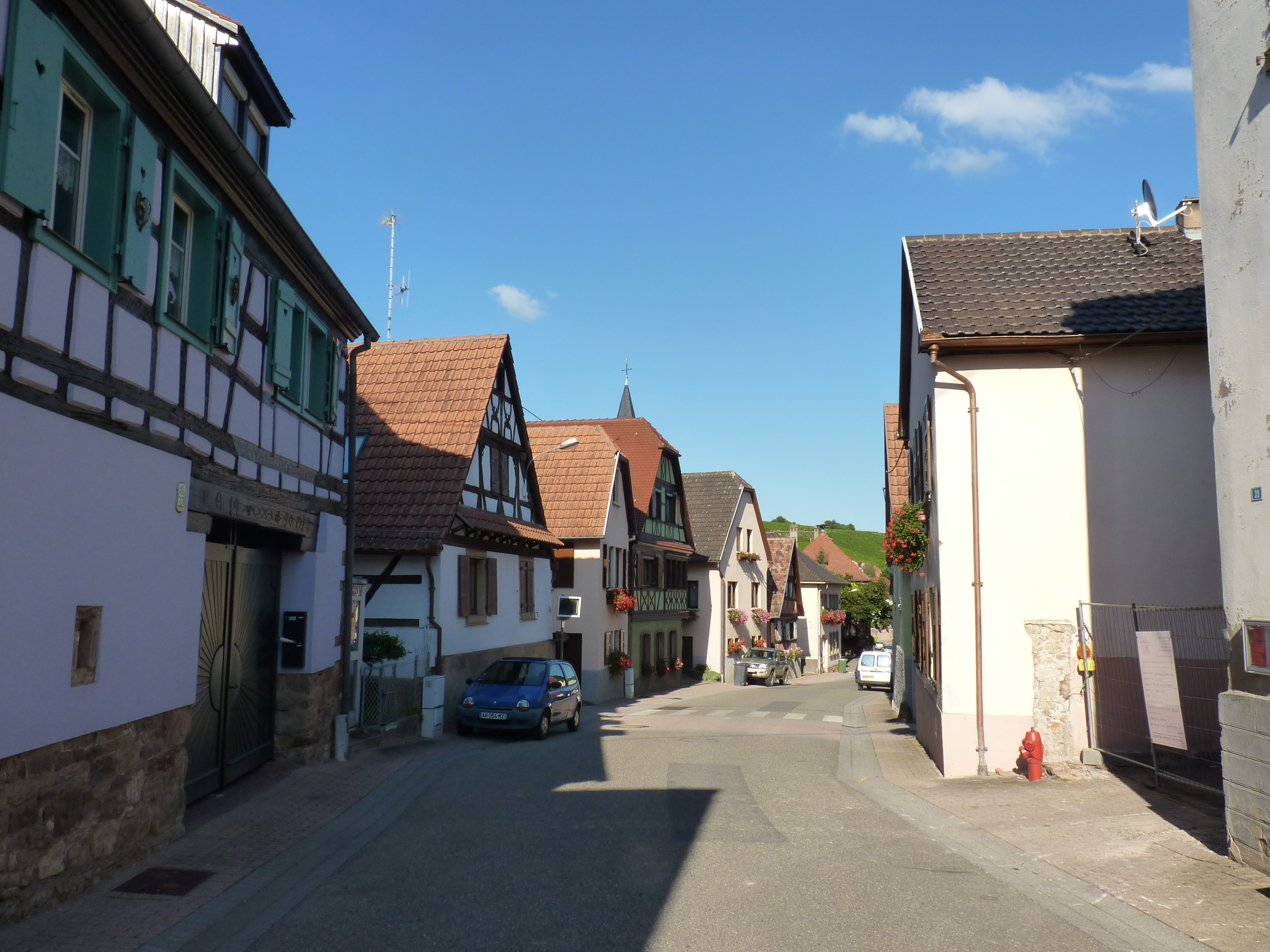
Hauptstraße

## Persönlichkeiten
- Albert Bronner (1914–1997), französischer Ophthalmologe und Hochschullehrer